# Roland Matthes
Pour les articles homonymes, voir Matthes.
Roland Matthes, né le 17 novembre 1950 à Pößneck en Thuringe (Allemagne de l'Est) et mort le 20 décembre 2019 à Wertheim en Bade-Wurtemberg (Allemagne), est un nageur est-allemand puis allemand, quatre fois champion olympique de natation en dos, sa nage de prédilection. Il représentait l'Allemagne de l'Est.

## Biographie
Roland Matthes est considéré aujourd'hui encore comme le meilleur dossiste de tous les temps. Pendant sept ans, d'avril 1967 jusqu'au 31 août 1974, il a gagné toutes les épreuves de dos auxquelles il a participé, quelle que soit la distance. Il a ainsi gagné successivement quatre fois les championnats d'Europe et trois championnats du monde et dans le même temps a battu 21 records du monde. 
Il a tellement dominé la discipline de prédilection, le dos, que sa polyvalence a souvent été oubliée depuis. Il a ainsi longtemps détenu les records d'Europe du 200 m nage libre et du 100 m papillon.
Aux Jeux olympiques d'été de 1968, Jeux olympiques d'été de 1972 et Jeux olympiques d'été de 1976, il a gagné au total huit médailles (4 fois l'or, 2 fois l'argent et 2 fois le bronze). Il a notamment réussi deux fois le doublé en 1968 et 1972, gagnant le titre à la fois sur 100 m et 200 m dos.
En 1976, il décroche sa dernière médaille individuelle avec le bronze sur 100 m dos. Avec les relais de la RDA, il obtient la médaille d'argent en 1968 et 1972 en 4 × 100 m quatre nages, ainsi que la médaille de bronze en 1972 avec le 4 × 100 m nage libre.
Roland Matthes était un des plus grands champions olympiques de la RDA. De 1967 à 1971, puis en 1973 et 1975, il fut sept fois élu sportif de l'année en RDA.

### Vie privée
De 1976 à 1982, Roland Matthes fut marié avec la championne olympique de natation Kornelia Ender. Sa carrière de compétiteur terminée, il vit et travaille à Marktheidenfeld en tant qu'orthopédiste.

## Palmarès

### Jeux olympiques
- Jeux olympiques de 1968 à Mexico (Mexique) :
  -  Médaille d'or du 100 m dos.
  -  Médaille d'or du 200 m dos.
  -  Médaille d'argent au titre du relais 4 × 100 m quatre nages.

- Jeux olympiques de 1972 à Munich (Allemagne de l'Ouest) :
  -  Médaille d'or du 100 m dos.
  -  Médaille d'or du 200 m dos.
  -  Médaille d'argent au titre du relais 4 × 100 m quatre nages.
  -  Médaille de bronze au titre du relais 4 × 100 m nage libre.

- Jeux olympiques de 1976 à Montréal (Canada) :
  -  Médaille de bronze du 100 m dos.

### Championnats du monde
- Championnats du monde 1973 à Belgrade (Yougoslavie) :
  -  Médaille d'or du 100 m dos.
  -  Médaille d'or du 200 m dos.
  -  Médaille d'argent au titre du relais 4 × 100 m quatre nages.
  -  Médaille de bronze au titre du relais 4 × 100 m nage libre.

- Championnats du monde 1975 à Cali (Colombie) :
  -  Médaille d'or du 100 m dos.

### Championnats d'Europe
- Championnats d'Europe 1970 à Barcelone (Espagne) :
  -  Médaille d'or du 100 m dos.
  -  Médaille d'or du 200 m dos.
  -  Médaille d'or au titre du relais 4 × 100 m quatre nages.
  -  Médaille d'argent du 100 m nage libre.
  -  Médaille de bronze au titre du relais 4 × 100 m nage libre.
  -  Médaille de bronze au titre du relais 4 × 200 m nage libre.

- Championnats d'Europe 1974 à Vienne (Autriche) :
  -  Médaille d'or du 100 m dos.
  -  Médaille d'or du 200 m dos.
  -  Médaille d'argent du 100 m papillon.
  -  Médaille de bronze au titre du relais 4 × 100 m nage libre.